# Rasmus Nielsen

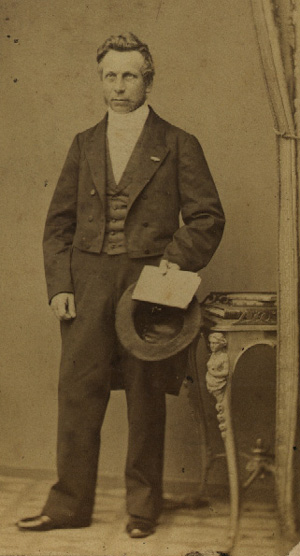
Rasmus Nielsen 1809–1884

Rasmus Nielsen (4 de julho de 1809 - 30 de setembro de 1884), foi um filósofo da Dinamarca. Foi professor de filosofia moral em Copenhaga, e era um hegeliano desiludigo. Conheceu Sören Kierkegaard (1813-1855), que o instruiu nos mistérios da pseudonímia.